# Lisa Bentley
Lisa Bentley (28 november 1968) is een Canadees triatlete. Ze werd derde op de Ironman Hawaï in 2006 met een tijd van 9:25.18. Deze wedstrijd wist ze nimmer te winnen. 
Bentley begon met Ironmans in eind jaren 90. Ze staat bekend om haar uitstekende loopkwaliteiten. 

## Palmares
| Jaar | Rang   | Wedstrijd                           | Tijd     |
| ---- | ------ | ----------------------------------- | -------- |
| 2009 |        | Ironman 70.3 Muskoka                | 05:07.41 |
| 2009 | Goud   | Cobra Ironman 70.3 Philippines      | 04:24.29 |
| 2009 | 6e     | Ironman 70.3 Florida                | 04:30.55 |
| 2009 | 5e     | Ironman 70.3 St. Croix              | 04:41.48 |
| 2008 | Goud   | Ironman 70.3 Rhode Island           | 04:27.50 |
| 2008 | 5e     | Ironman Canada                      |          |
| 2008 | Goud   | Ironman 70.3 Austin                 | 04:20.15 |
| 2007 | 16e    | Ironman Hawaï                       | 09:51.40 |
| 2007 | Goud   | Ironman Canada                      | 09:41.01 |
| 2006 | Brons  | Ironman Hawaï                       | 09:25.18 |
| 2006 | Goud   | Ironman Australia                   | 09:19.44 |
| 2006 | Zilver | Ironman Canada                      | 09:28.18 |
| 2006 | Zilver | WK Ironman 70.3                     |          |
| 2005 | Goud   | Ironman Australia                   |          |
| 2005 | Goud   | Ironman Germany                     |          |
| 2004 | 4e     | Ironman Hawaï                       | 10:04.16 |
| 2004 | Goud   | Ironman Australia                   |          |
| 2004 | Goud   | Ironman Canada                      | 09:16.02 |
| 2003 | 5e     | Ironman Hawaï                       | 09:22.41 |
| 2003 | Goud   | Ironman Australia                   |          |
| 2003 | Goud   | Ironman Canada                      | 09:47.09 |
| 2002 | 6e     | Ironman Hawaï                       | 09:34.19 |
| 2002 | Goud   | Ironman Australia                   |          |
| 2001 | Goud   | Ironman New Zealand                 |          |
| 2000 | 6e     | Ironman Hawaï                       | 09:49.28 |
| 2000 | Zilver | Ironman Europe                      |          |
| 2000 | Goud   | Ironman New Zealand                 |          |
| 1999 | 12e    | Ironman Hawaï                       | 09:46.40 |
| 1999 | Brons  | Ironman New Zealand                 | 09:27:43 |
| 1998 | 26e    | Ironman Hawaï                       | 10:46.58 |
| 1998 | 12e    | Ironman Europe                      |          |
| 1998 | Goud   | Strongman Japan                     |          |
| 1998 | 5e     | WK lange afstand op Sado            | 06:46.23 |
| 1997 | 11e    | Ironman Hawaï                       | 10:24.00 |
| 1996 | 16e    | WK lange afstand in Muncie          | 04:29.17 |
| 1994 | 20e    | WK olympische afstand in Wellington | 02:12.51 |